# Martín Bianchedi
Martín Bianchedi  (Buenos Aires, Argentina, 10 de noviembre de 1965) Martín Romulo Bianchedi es un compositor que realizó la musicalización de películas así como de obras teatrales.

## Actividad profesional
Trabajó con el grupo Catarsis, que tiene como se la Universidad Popular de Belgrano, componiendo la música de sus obras teatrales, entre ellas las de El loco de Asís, Todo de a dos y Garabarito. En 1984 por pedido de Pepito Cibrián compuso la música de Calígula, el musical, una comedia musical argentina inspirada en la vida del emperador romano de la dinastía Julio-Claudia que se representó durante cuatro temporadas sobre guion de Cibrián a partir de su estreno en 1983 en Buenos Aires, luego de la dictadura 1976-1983, haciendo parangón entre la crueldad del emperador romano y el terrorismo de Estado en Argentina. El tema central de esa obra El porqué y la canción Sola en mi, de la comedia musical George Sand fueron incluidos por Sandra Mihanovich en su álbum Soy lo que soy.; Bianchedi participó durante 5 años de espectáculos de Mihanovich con estos y otros temas.
En colaboración con Ángel Mahler compuso la música de varias obras guionadas y dirigidas por Pepito Cibrián:  George Sand (1984), Mágico burdel (1985),  Los Borgia (1986), Divas (1987),  Y al final... Otra vez (1989), Cleopatra (1990) y Los de la legua (1990). En 1987 se estrenó la versión teatral de Manuel González Gil de la obra  Los mosqueteros del rey  que retornó al escenario en 2006 como Las mosqueteras del rey . Sobre la música que Bianchedi creó para esta pieza, el crítico Pablo Gorlero dijo que “tiene melodías que respetan los cánones del infantil, son pegadizas y se prestan al juego”. Otras obras de González Gil para las que compuso la música fueron "El loco de Asís"y  "Lucifer, el último enemigo".
Compuso la música de los filmes Otra historia de amor  que se estrenó el 12 de junio de 1986,Los taxistas del humor (1987), y Gracias por los servicios (1988), todos ellos en colaboración con Ángel Mahler, y de Facundo, la sombra del tigre (1994), continuando esta tarea hasta la fecha con otros filmes.
Con Gerardo Gardelín también realizó trabajos en colaboración comenzando con la música de la obra Off Corrientes. En el verano 2005-2006 estaban en cartel con partituras de Bianchedi, en la Argentina las obras Aryentains, Hombres, Inodoro Pereyra, El loco de Asís, No seré feliz, pero tengo marido, Porteñas y El show de las divorciadas y, en otros países, El diario de Adán y Eva y Montevideanas y además estaban anunciadas para estrenarse, El mago de Oz, El pájaro azul y Revista nacional.
En 2015 tuvo a su cargo la dirección musical de la comedia infantil Cenicienta, un cuento musical protagonizada por Alejandro Paker.
Desde 2015 hasta ahora participó en La dama de negro, 39 Escalones, Revista nacional, Entretelones, Extraños en un tren, La laguna dorada, La ratonera, Chorros, Saltimbanquis, El loco de Asís, entre muchos otros.
Recientemente, estrenó uno de sus proyectos más esperados, La naranja mecánica, para teatro musical.

## Filmografía
Musicalización
- Romper el huevo (2013)
- La cacería (2012)
- 100% lucha, el amo de los clones  (2009)
- Más que un hombre (2007)
- Dos amigos y un ladrón (2007)
- La demolición (2005)
- El polaquito (2003)
- El amor y el espanto (2000)
- Sólo gente (1999)
- Héroes y demonios (1999)
- El desvío (1998)
- El juguete rabioso (1998)
- Despabílate amor (1996)
- Flores amarillas en la ventana (1996)
- Lola Mora (1995)
- Comix, cuentos de amor, de video y de muerte (1995)
- Sin opción (1995)
- Facundo, la sombra del tigre (1994)
- Gracias por los servicios  (1988)
- Los taxistas del humor  (1987)
- Apenas reflejos (1986) (video)
- Otra historia de amor  (1986)

Interpretación de temas
- Como un cuerpo ausente (cortometraje) (1994)
- 1938, la noche de los cristales (cortometraje) (1993)
- Gracias por los servicios (1988)
- Los taxistas del humor (1987)
- Otra historia de amor (1986)

## Obras de teatro y programas de televisión
Entre las obras de teatro y programas de televisión para las que compuso la música original se encuentran:
- En El Aire
- 90 60 90 modelos
- Agrandadytos
- Los Borgia
- La bella Durmiente
- Ataque de pánico
- Calígula, el musical
- Cartas de Amor en Cassette
- El Club de la Comedia
- Contacto Visual
- La dama Boba
- Doña Disparate y Bambuco
- El Cuarto Azul
- El Diario de Adán y Eva
- Dar la vuelta
- Gasalla 87
- El humor es más fuerte
- Galicia
- Garabarito
- Juana y sus Hermanas
- Divas
- Extrellas
- La Fierecilla Domada
- Hansel Y Gretel
- George Sand
- El show de las divorciadas
- El Loco de Asís
- Lucifer el Último Enemigo
- Luces y Sombras
- Magic Kid
- Moria Banana
- Mágico Burdel
- Los Mosquetero
- El mago de Oz
- Misery
- Penas de amor de una gata inglesa
- Porteños
- Pulgarcito
- Pum
- Sorpresa y media
- Todo de a dos
- Teleshow
- Tiempo de Siembra
- Yo así no juego más
- Yo Teresa de Jesús
- El zorro

## Premios y candidaturas
Premio Cóndor de Plata 1997 a la Película con Mejor Música por Despabílate amor.
Premio Ace 2012-2013 en el rubro Música original y/o musicalización por La dama de negro.
Premios Sur 2006, candidato al premio a la mejor música original por La demolición.
Premios Hugo al Teatro Musical
- 2011, candidato al premio a la Mejor Música de Musical Infantil por Doña Disparate y Bambuco.
- 2014, candidato al premio a la Mejor Música Original por El loco de Asís.
- 2015, candidato al premio a la Mejor dirección musical por 50 sombras, el musical.[10]